# Assemblée nationale (métro de Paris)
Pour les articles homonymes, voir Assemblée nationale.
Assemblée nationale (anciennement Chambre des députés) est une station de la ligne 12 du métro de Paris, située dans le 7e arrondissement de Paris.

## Situation
La station se trouve entre les stations Concorde et Solférino. Elle est implantée sous le boulevard Saint-Germain entre la rue de Lille et la rue de l'Université.

## Histoire
La station est ouverte le 5 novembre 1910 sous le nom de Chambre des députés.
Elle s'appelle ainsi jusqu'au 30 juin 1989. Elle reçoit son nom actuel, plus conforme à l'appellation officielle de la première chambre du Parlement français sous la Cinquième République.
Elle est la station de la ligne ayant subi le plus de modifications de son aménagement.
À l'époque où elle s'appelait Chambre des députés, elle était en style « Nord-Sud » comme quasiment toutes les stations de la ligne. Dans les années 1950, la station reçoit un carrossage métallique. Elle le gardera jusqu'en 1990 où l'aménagement de la station est confié à l'artiste français Jean-Charles Blais. Il invente un dispositif constitué d'une gigantesque frise de posters imprimés et renouvelés périodiquement. Ces images composent une suite de grandes têtes noires sur fond coloré. Dépourvue de publicité, elle est l'objet de transformations régulières par l'effet du réaffichage des formes et des couleurs.
Un très large fragment (environ 25 mètres) de l'affichage de la station est reconstitué par le Museum of Modern Art (MoMA) de New York dans le cadre de l'exposition « Thinking Print » en 1996.
Depuis 2004 (et jusqu'en 2014), Jean-Charles Blais est de nouveau sollicité pour imaginer une nouvelle série d'images destinées à renouveler ce dispositif. Cette seconde version est intitulée « La Chambre double ». Composée de formes plus libres, cette fresque se succède à elle-même par la déclinaison des variations chromatiques et formelles qui la singularise ; tous les trois mois, ce redéploiement crée un effet de surprise pour les voyageurs.
À l'occasion du cinquantenaire de la constitution de la Cinquième République, en septembre 2008, une parenthèse dans ce dispositif artistique est commandée à l'agence Curius afin d'installer pour une durée de trois mois les portraits des présidents de la République française et des principaux événements concernant la France et les transports,.
Le 28 septembre 2016, Claude Bartolone, président de l'Assemblée nationale, accompagné par Élisabeth Borne, alors présidente de la RATP, inaugurent le nouveau décor de la station conçu et réalisé par groupement « Philippe Daney / mi+ro / Timothé Toury ». Il invite les voyageurs à une immersion dans le lieu où s'exerce la souveraineté nationale.

### Fréquentation
Nombre de voyageurs entrés à cette station :
| Année                      | 2013      | 2014      | 2015      | 2016    | 2017      | 2018      | 2019      | 2020    | 2021    |
| -------------------------- | --------- | --------- | --------- | ------- | --------- | --------- | --------- | ------- | ------- |
| Nombre de voyageurs par an | 1 138 571 | 1 142 259 | 1 126 803 | 739 282 | 1 030 686 | 1 131 202 | 1 063 551 | 395 997 | 611 512 |
| Rang                       | 288e      | 290e      | 290e      | 294e    | 290e      | 290e      | 290e      | 293e    | 295e    |
| Nombre de stations         | 302       | 302       | 302       | 302     | 302       | 302       | 302       | 304     | 304     |

## Services aux voyageurs

### Accès
La station dispose de 3 accès :
- Accès no 1 « boulevard Saint-Germain » : un escalier au 239, boulevard Saint-Germain ;
- Accès no 2 « rue de Lille » : un escalier au 278, boulevard Saint-Germain ;
- Accès no 3 « rue de l'Université » : un escalier au 233, boulevard Saint-Germain.

L'entourage de fer forgé des accès est caractéristique du style de la Compagnie Nord-Sud.

Accès à la station
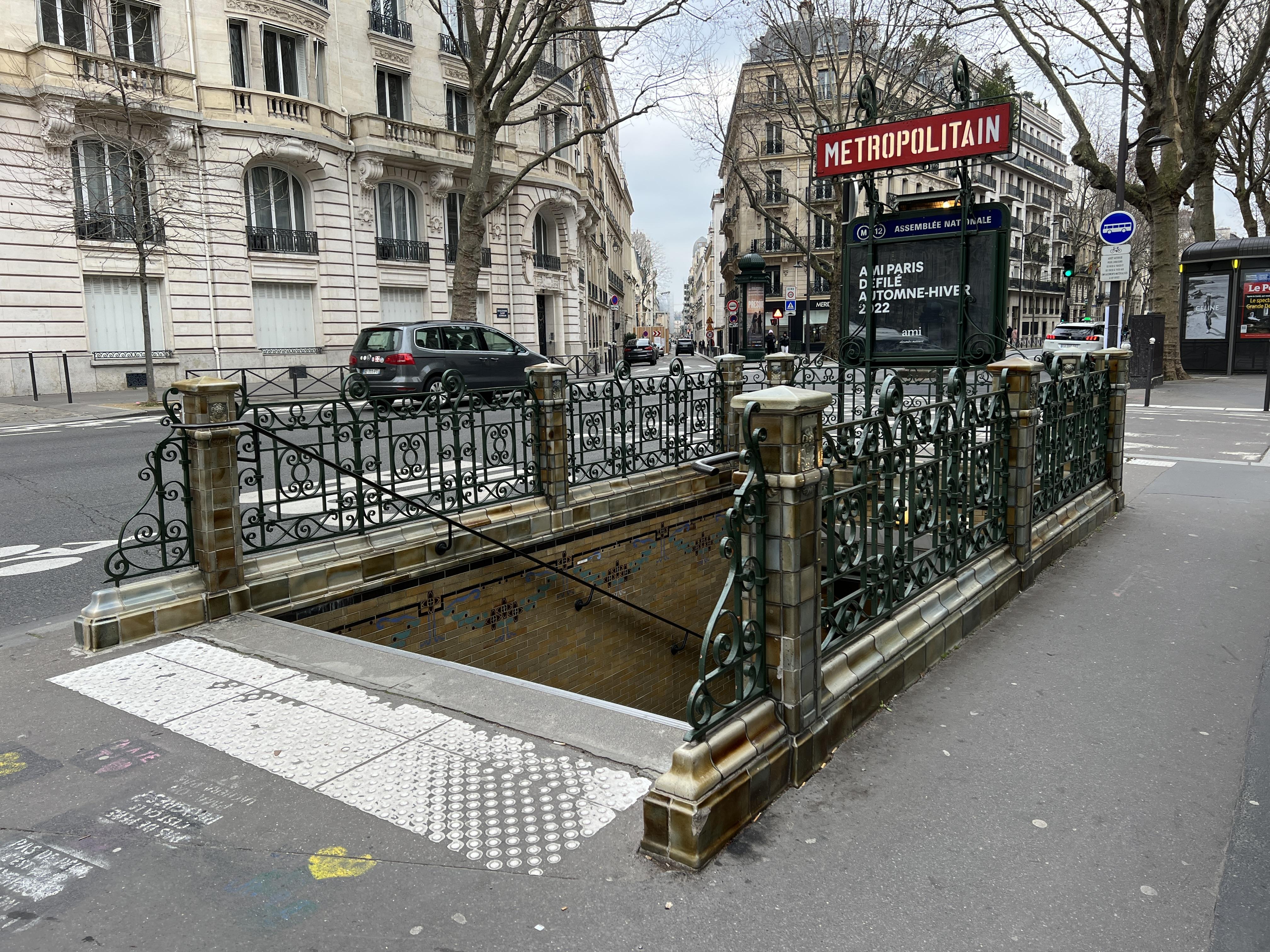
L'accès no 1 « Boulevard Saint-Germain ».
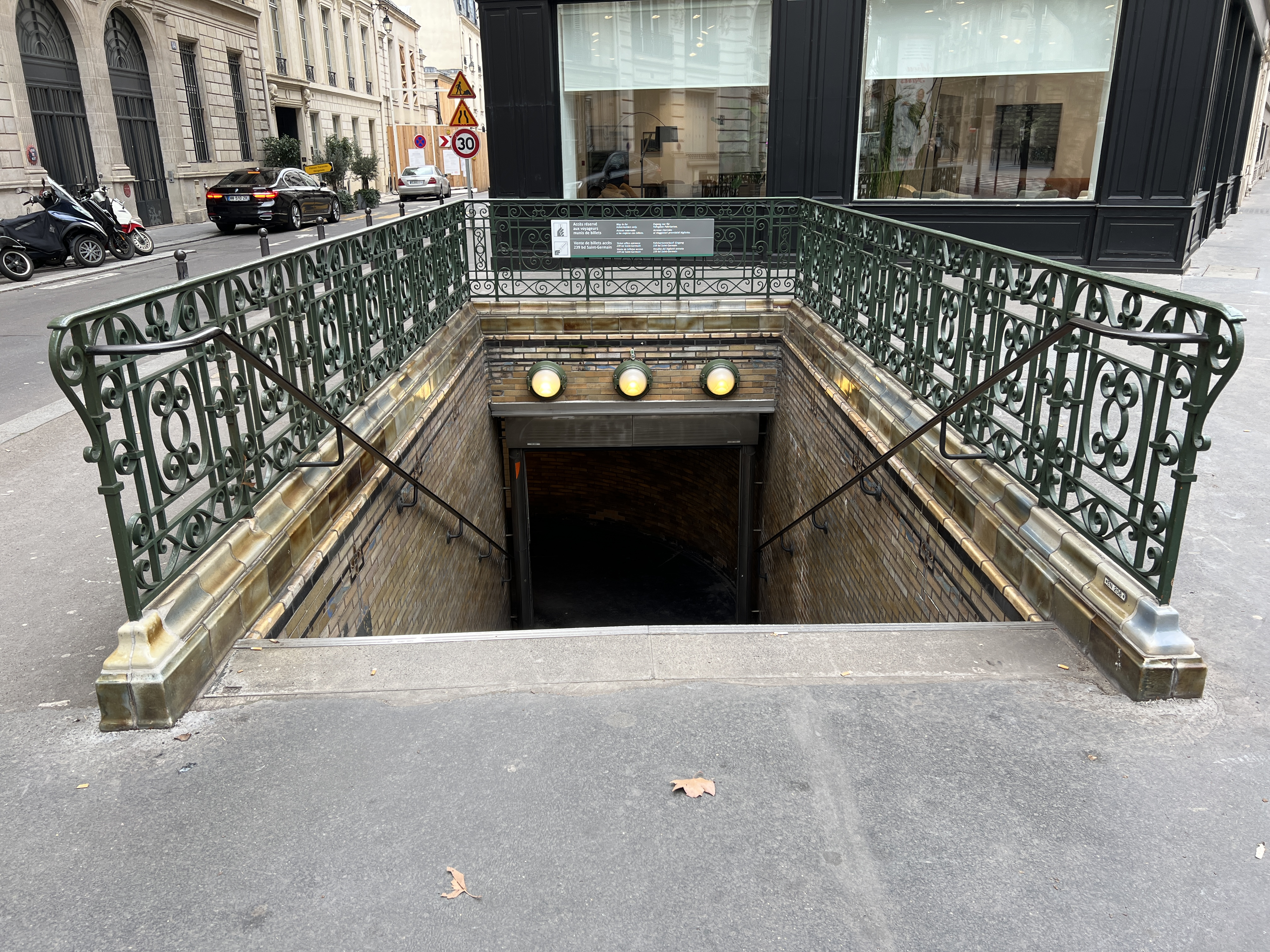
L'accès no 2 « Rue de Lille ».
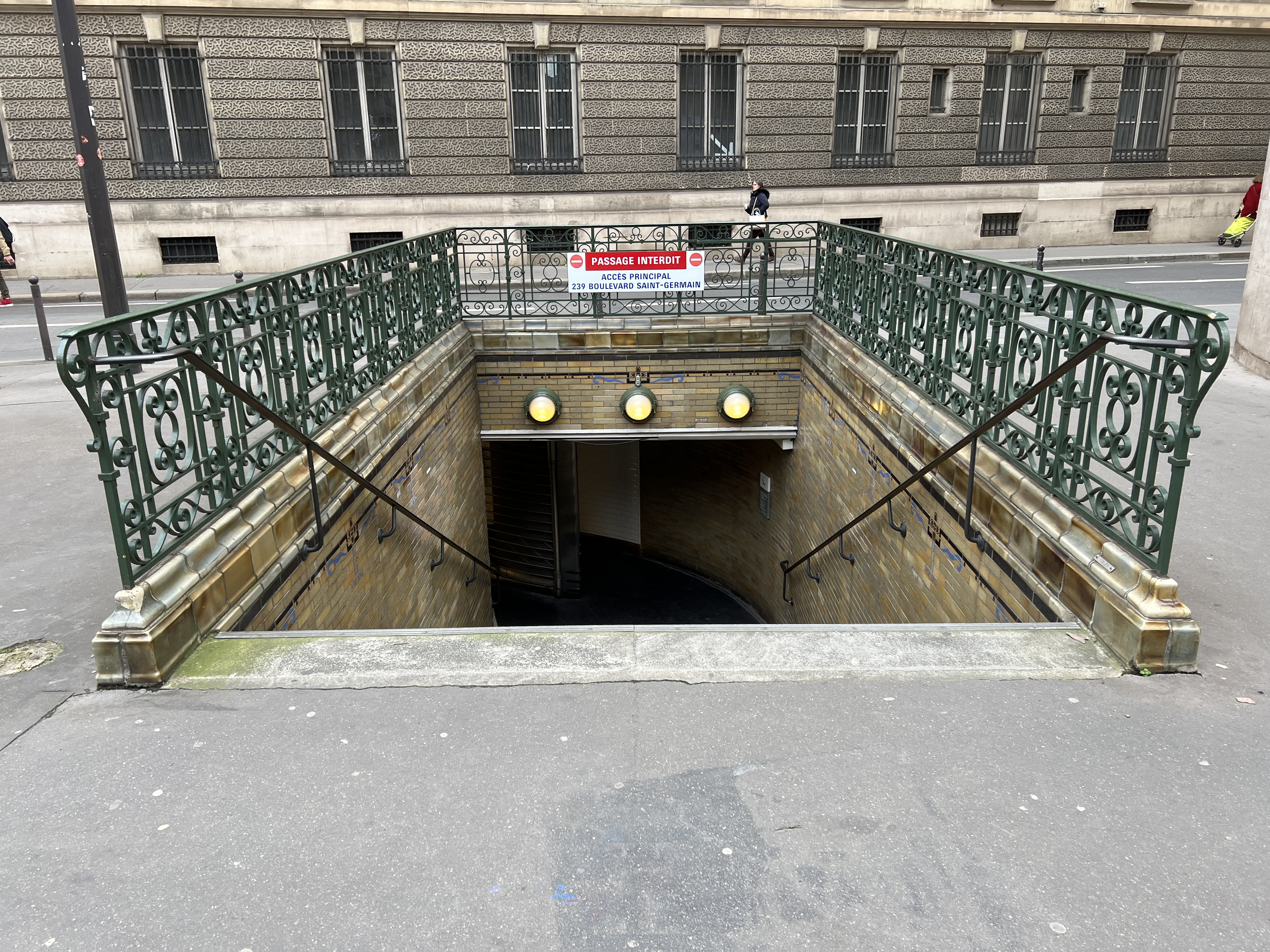
L'accès no 3 « Rue de l'Université ».

.

### Quais
Assemblée Nationale est une station de configuration standard avec deux quais longs de 75 mètres séparés par les voies du métro. La voûte est semi-elliptique, caractéristique des stations Nord-Sud. Sur chaque quai, cinq thèmes sont ainsi déclinés à travers des visuels spécifiques et des vidéos sur des écrans insérés dans le carrossage :
- sur le quai en direction de Mairie d'Aubervilliers : Valeurs, Histoire, Citoyenneté, Société et Démocratie ;
- sur le quai en direction de Mairie d'Issy : République, Lois, Députés, Séance publique et Débats ;
- enfin des écrans vidéo présentent la séance publique en cours[10],[1].

### Intermodalité
La station est desservie par les lignes  63, 73, 83, 84, 87 et 94 du réseau de bus RATP et, la nuit, par les lignes N01 et N02 du Noctilien.

## À proximité
- Assemblée nationale

## Galerie de photographies

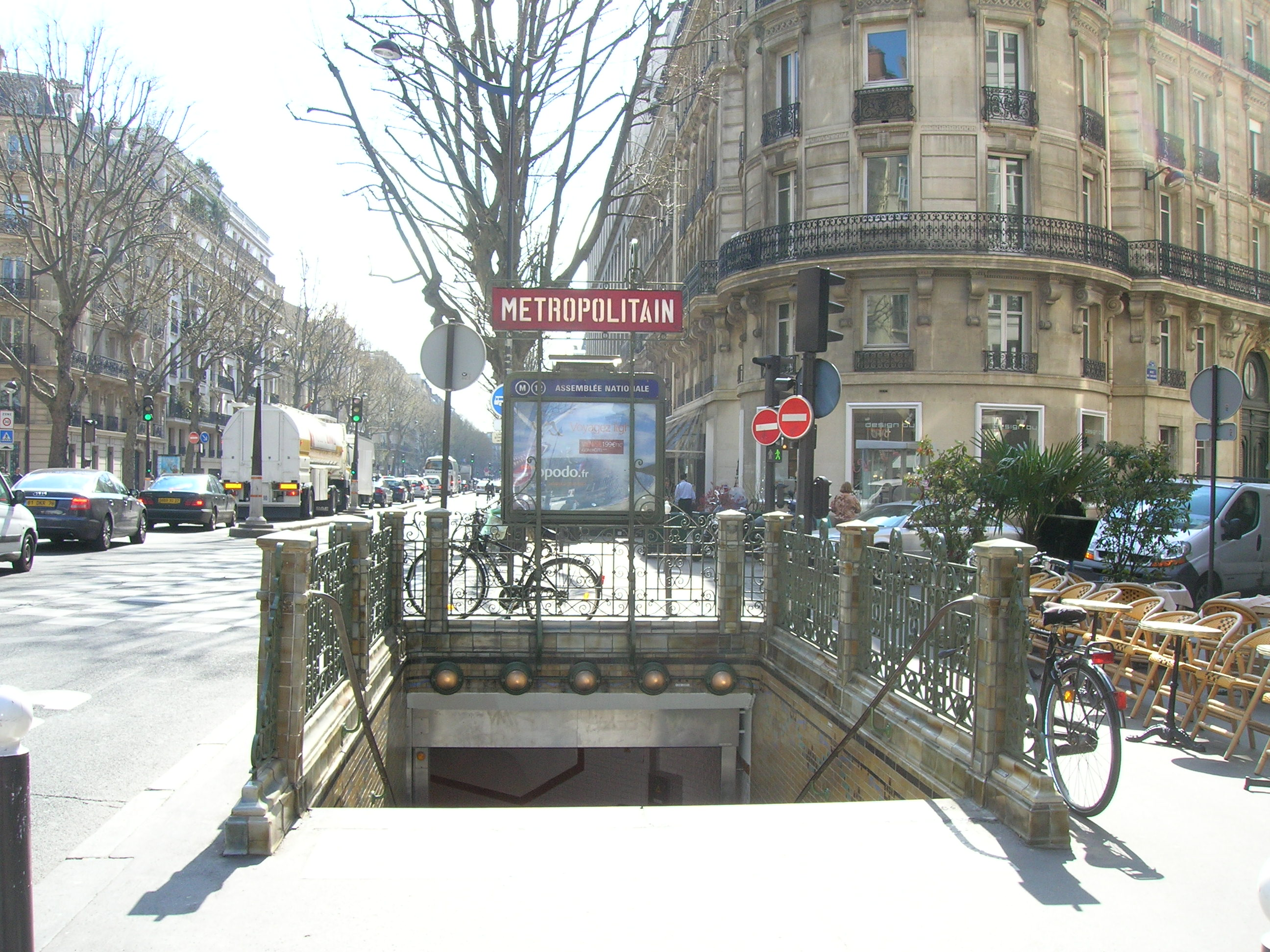
L'accès au 1, boulevard Saint-Germain.
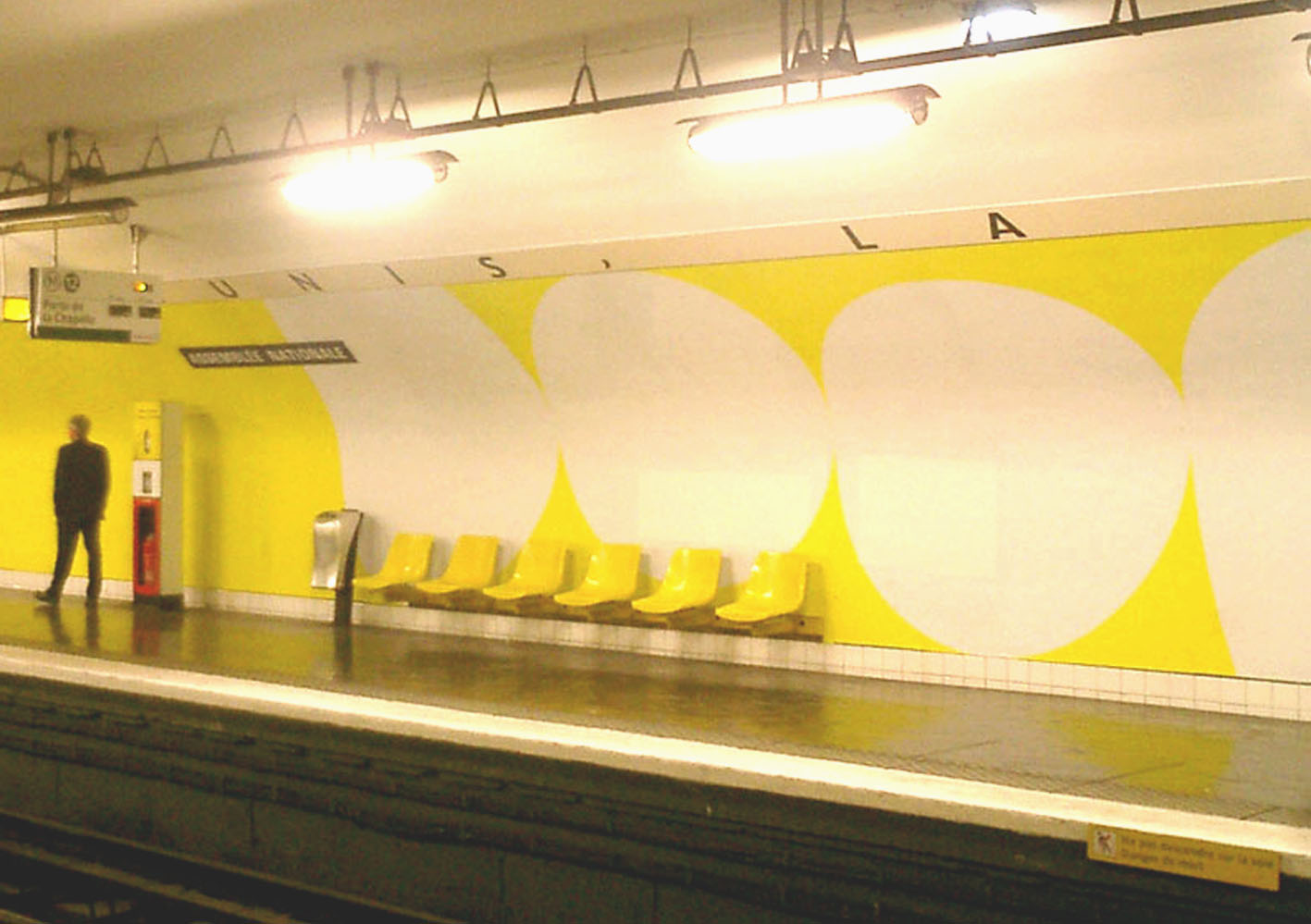
Un des décors de la station en 2006.
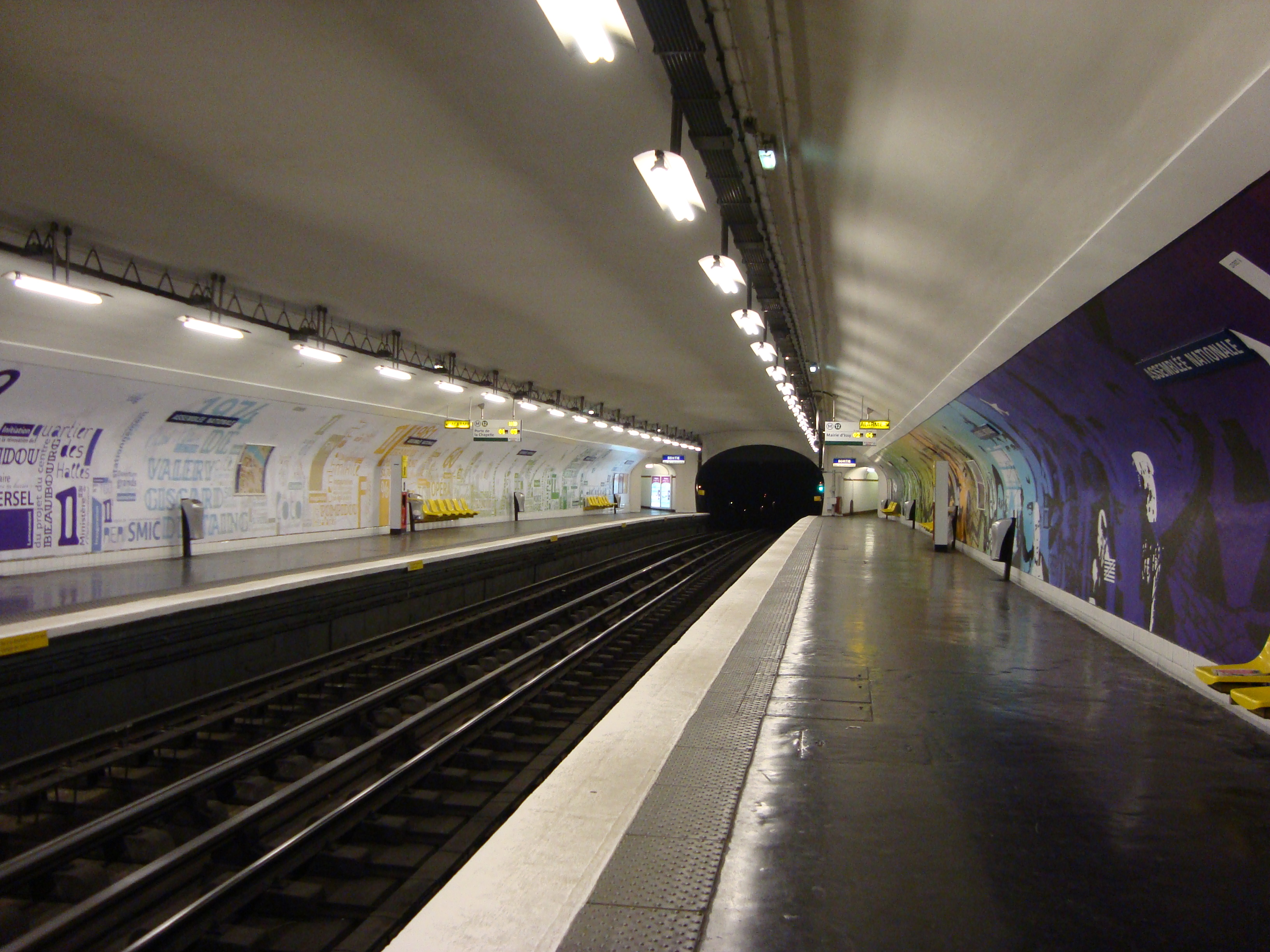
Intérieur de la station, en octobre 2008.

Fresque mise en place le 30 septembre 2008 par l'agence Curius pour une durée de trois mois, représentant les présidents français de la Cinquième République
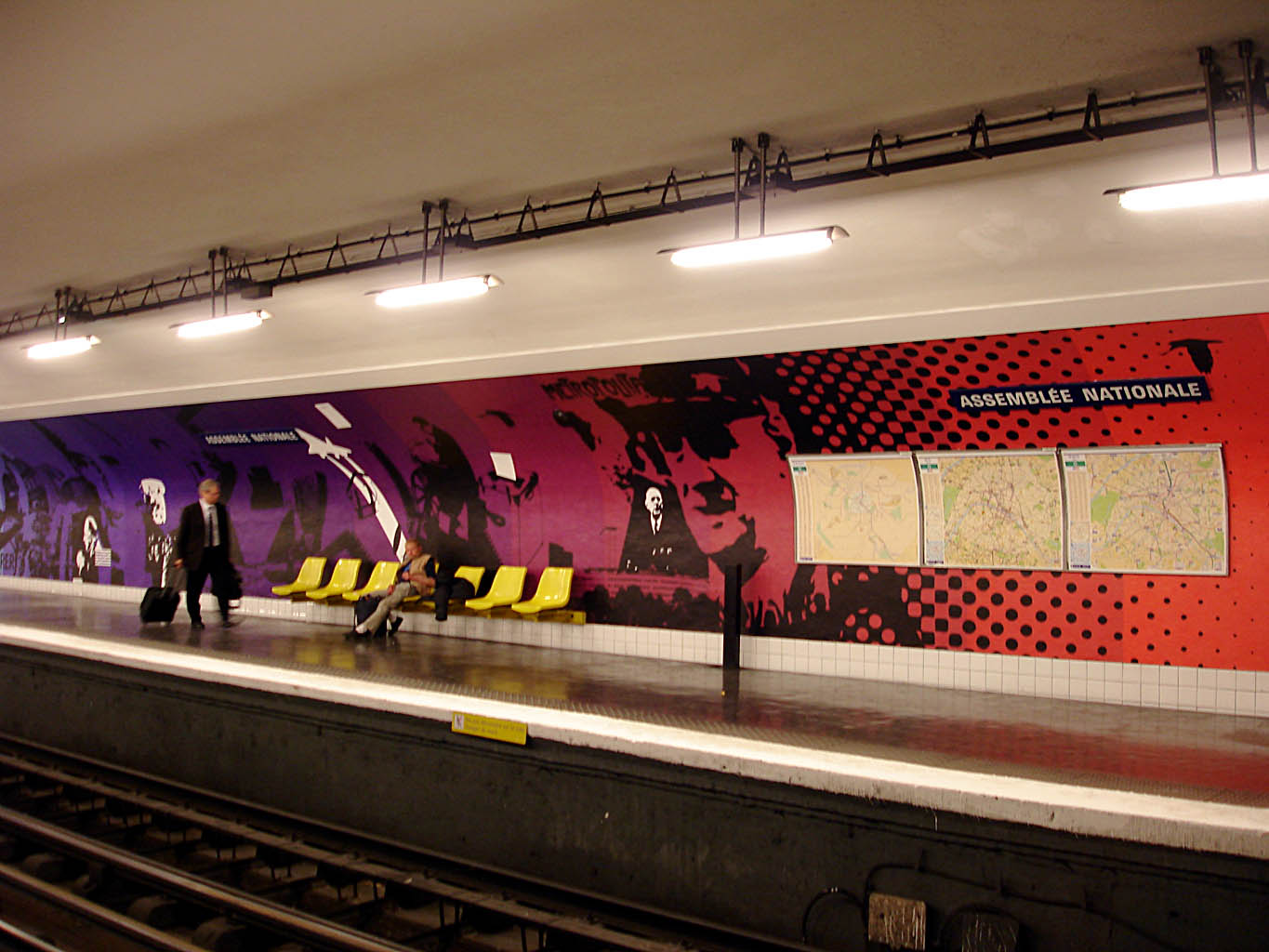
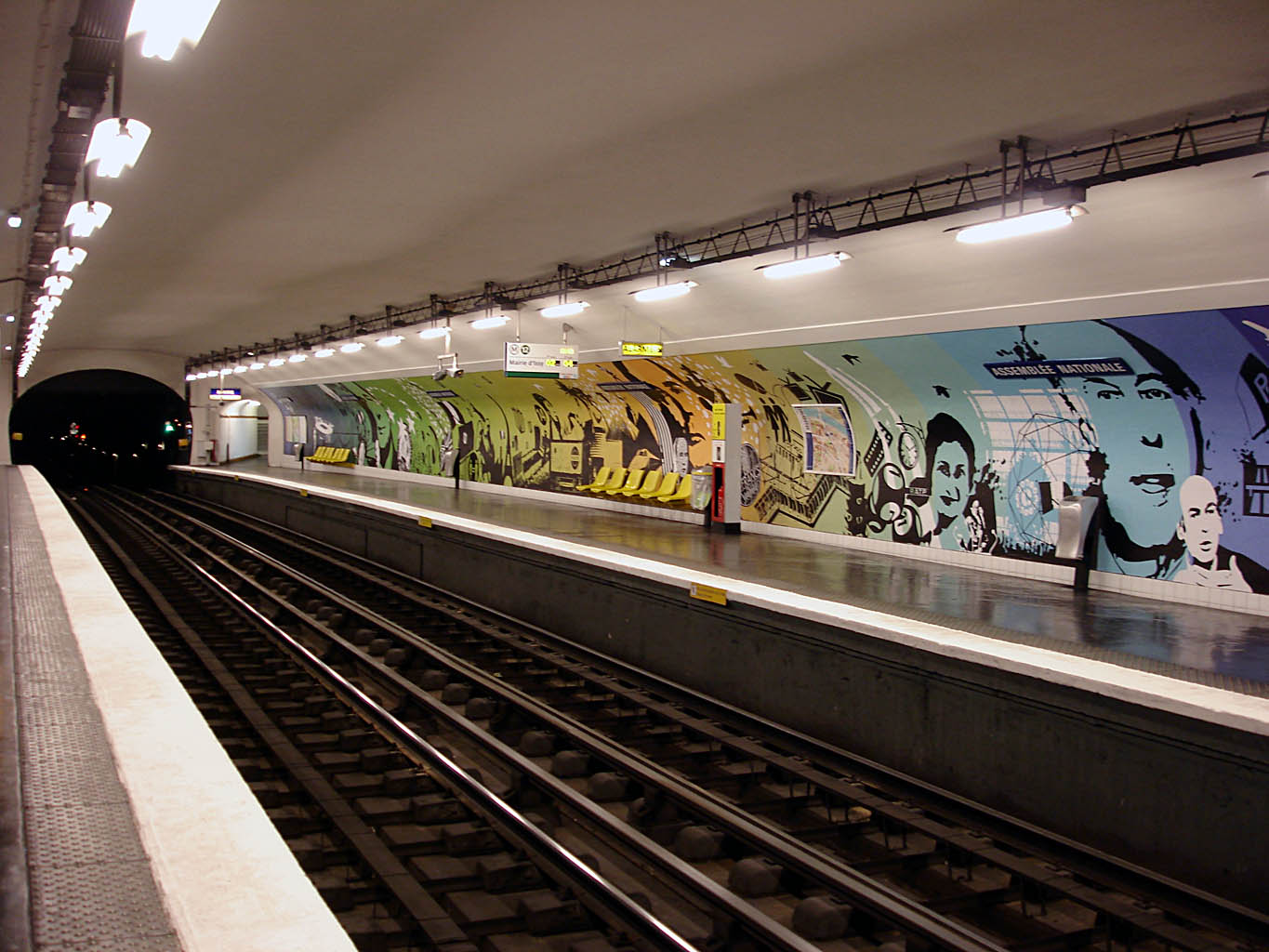
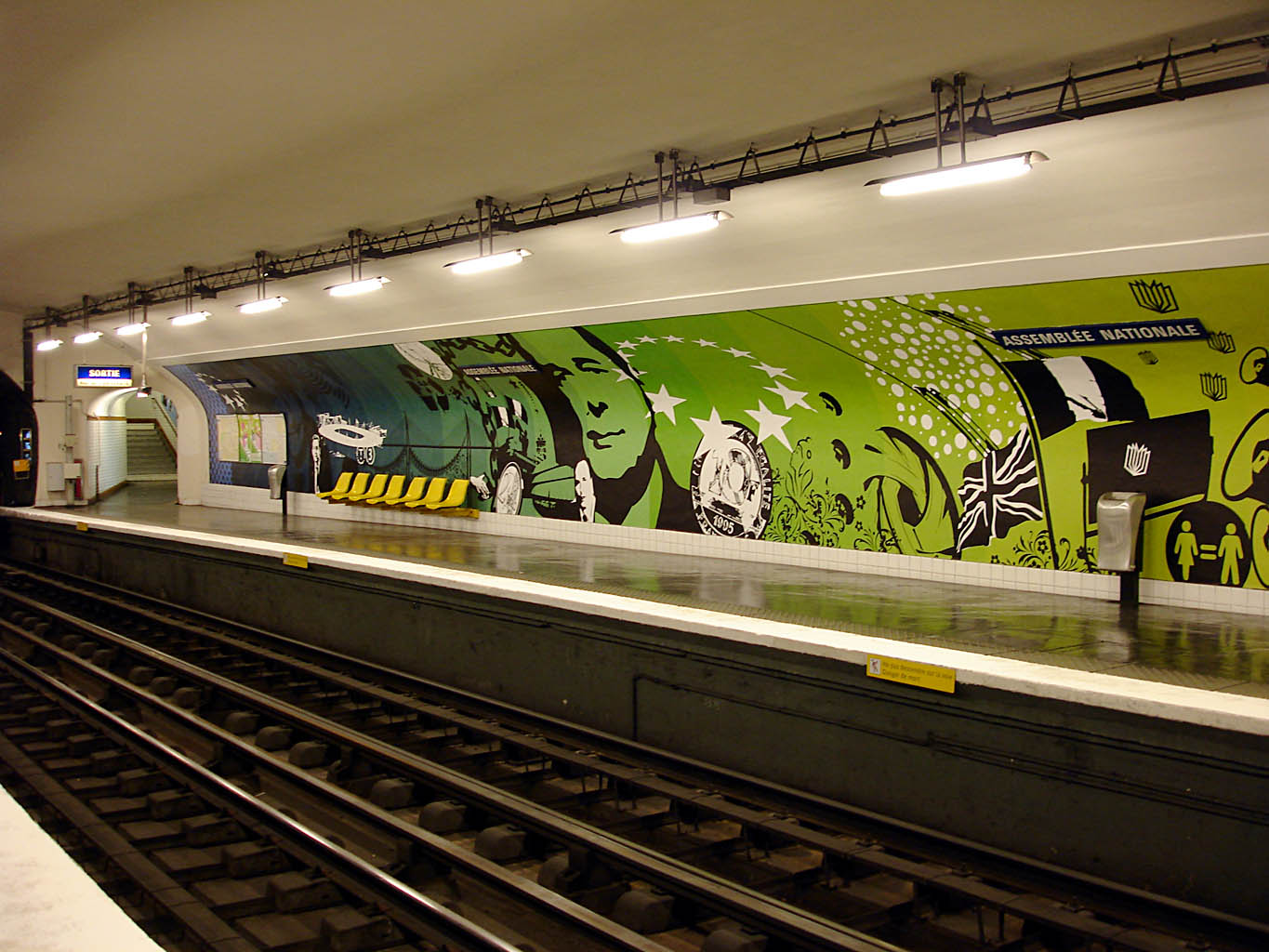